# Joanna Konarzewska

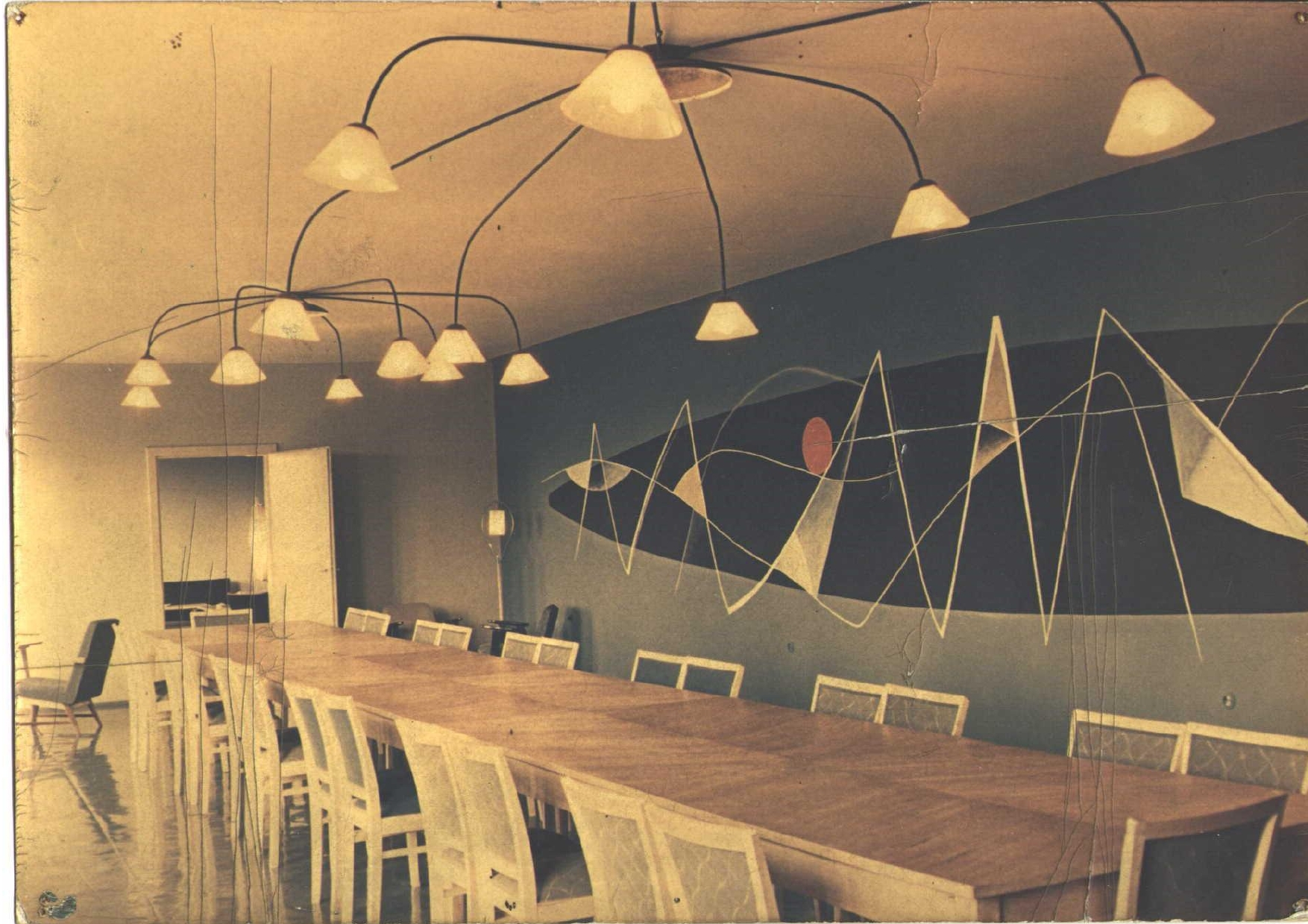
Sala konferencyjna w Domu Kultury w Rydułtowach - wnętrze zaaranżowane przez Joannę Konarzewską ok. 1960 r.

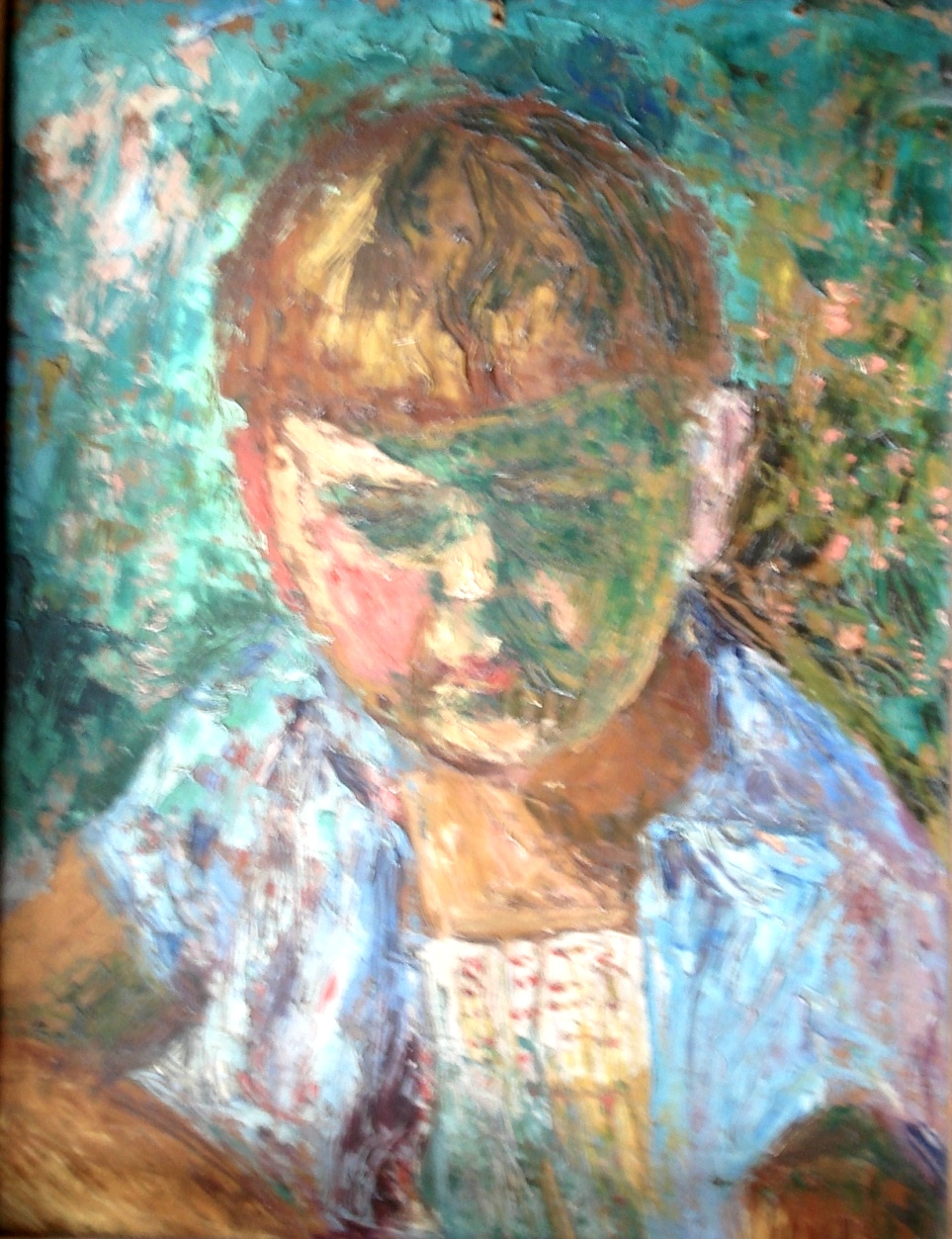
Joanna Konarzewska - Lutek

Joanna Konarzewska (ur. 18 grudnia 1926 r. w Rybniku zm. 16 czerwca 1991 r. w Zbrosławicach) – polska malarka, graficzka, dekorator wnętrz i pedagog plastyczny. Pochodziła z rodziny rzemieślniczo-kupieckiej (córka Marii i Rajmunda Jonderko), żona Ludwika Konarzewskiego juniora - malarza i rzeźbiarza.

## Życiorys
Studiowała w latach 1952–1958 na Wydziale Grafiki w Katowicach – wówczas filii krakowskiej Akademii Sztuk Pięknych, m.in. pod kierunkiem, urodzonego w Odessie, mieszkającego następnie w Kijowie, a osiadłego po II wojnie światowej na Śląsku, grafika Aleksandra Raka. Jako grafik jest autorem prac o tematyce portretowej, czasami ukazujących, nader osobiście interpretowany, pejzaż górnośląski. Grafiki tworzyła w technice litograficznej, drzeworytniczej i odmianach technik metalowych. W późniejszym okresie bardziej uprawiała malarstwo olejne – najczęściej pejzaże, portrety i martwe natury oraz w szczególności malarstwo akwarelowe i pastel, często emanujące osobistą fascynacją pejzażem morskim i górskim.
W latach, pomiędzy 1959–1983 rokiem, podróżowała po krajach Europy Zachodniej i Stanach Zjednoczonych. W tym okresie rozwinęła zainteresowania architekturą wnętrz. Przykładem z tej dziedziny w jej twórczości były wnętrza w znajdującym się pod zarządem KWK „Rydułtowy” Domu Kultury w Rydułtowach, zrealizowane około roku 1960. W aranżacji tychże wnętrz można było odnaleźć wyraźne, choć oryginalne, odniesienia do sztuki takich twórców współczesnych jak Joan Miró, Alexander Calder, Paul Klee, czy też do malarstwa jednego z twórców kanonów sztuki XX w. - Henri Matissa. W ten sposób oddziaływająca zwłaszcza formą, a rzadko wyrazistą warstwą znaczeniową, plastyka II połowy XX w. otrzymała bardziej dla niej adekwatną, a w tym miejscu i czasie także pionierską, funkcję sztuki stosowanej. Aranżacja wnętrz rydułtowskiego Domu Kultury, podobnie jak i wielu innych – zwłaszcza znajdujących się w miejscach publicznych – nie zachowała się (istnieje jednak dokumentacja aranżowanych wnętrz w postaci barwnych fotografii z epoki).
W latach pięćdziesiątych, wraz z mężem Ludwikiem, nauczała malarstwa, grafiki i rysunku w prowadzonym przy ich własnym domu w Istebnej na Buczniku – społecznym ognisku plastycznym, zaś pomiędzy 1958 – 1968 rokiem, w założonym po wojnie przez męża i jego ojca – Państwowym Ognisku Plastycznym w Rydułtowach. W latach 1970–76 nauczała plastyki w szkołach średnich na Śląsku Cieszyńskim. W dziedzinie edukacji plastycznej duży nacisk kładła na rolę sztuki stosowanej i całokształtu kultury materialnej w życiu codziennym człowieka. Ten, wówczas dość nowatorski sposób
i zakres kształcenia plastycznego, przyczyniał się do jej sukcesów pedagogicznych, polegających na wyraźnym podniesieniu świadomości estetycznej wchodzącej w życie młodzieży.
W latach 70. i 80. brała udział w wielu wystawach, lokalnych, okręgowych i ogólnopolskich w Katowicach, Rybniku, Bielsku-Białej, a także w zagranicznych – w Hamburgu i Kolonii.

## Film
- Gniazdo na Buczniku – film dokumentalny, reż. Aleksandra Dendor, TVP/Ośrodek w Katowicach, 1993 r.; emisja w 1994 r. w TVP 3 i TVP 2